# Großer Preis von Singapur
Der Große Preis von Singapur ist ein Autorennen im südostasiatischen Stadtstaat Singapur, das im Rahmen der Formel-1-Weltmeisterschaft erstmals in der Saison 2008 auf dem speziell dafür errichteten Stadtkurs Marina Bay Street Circuit ausgetragen wurde.
Die heutige, 5,063 km lange Rennstrecke wird entgegen dem Uhrzeigersinn befahren und bietet Platz für 80.000 bis 90.000 Zuschauer. Zu 70 % besteht sie aus sonst öffentlichen Straßen. Die permanenten Teile, für deren Design der deutsche Bauingenieur und Rennstreckenspezialist Hermann Tilke verantwortlich zeichnet, kosteten zirka 16 Millionen Euro und wurden bis Juli 2008 fertiggestellt.
Der Große Preis von Singapur wird als Nachtrennen ausgetragen – der Start ist üblicherweise um 20 Uhr Ortszeit (14 Uhr MESZ) – ein Novum in der Formel 1. Im Einsatz sind 1485 Scheinwerfer, die für eine durchschnittliche Beleuchtungsstärke von 3000 Lux auf der Strecke sorgen und von zwölf mit Back-up-Systemen versehenen Generatoren (ein 13. Generator befindet sich auf einem Lkw und dient als Notfallaggregat) angetrieben werden.
Die von der italienischen Firma Valerio Maioli S.p.A. gefertigten Scheinwerfer sind in einer Höhe von 10 m montiert; ihre Gesamtleistung wird mit 3 Megawatt angegeben – wobei ein Scheinwerfer eine Leistung von 2000 Watt und einen Lichtstrom von 220.000 Lumen besitzt. Sollten zwei aufeinanderfolgende Scheinwerfer ausfallen, wäre die Sicht der Fahrer trotzdem nicht eingeschränkt. Am 25. Oktober 2007 wurde die Veranstaltung vom Automobil-Weltverband FIA genehmigt; damit findet die Live-Übertragung des Rennens in Europa durch die Zeitverschiebung wie gewohnt am Nachmittag statt.
Im Vorfeld des Projektes zeigte sich die malaysische Regierung besorgt, der neue Grand Prix im Formel-1-Kalender könne die wirtschaftliche Profitabilität des nur 300 km entfernt stattfindenden Großen Preises von Malaysia gefährden.
Von 1966 bis 1973 bezeichnete der Große Preis von Singapur ein formelfreies Rennen (Formule Libre), das auf einem reinen Straßenrundkurs innerhalb der Stadt ausgetragen wurde. Bis zum Ausschluss Singapurs aus der Föderation Malaysia lief diese Motorsportveranstaltung ebenfalls unter dem Namen „Großer Preis von Malaysia“. Letztlich wurde es im Hinblick auf ein erhöhtes Verkehrsaufkommen und aus Sicherheitsgründen eingestellt.

## Ergebnisse
| Auflage | Jahr          | Strecke                                 | Klasse                                  | Sieger                                  | Zweiter                                     | Dritter                                 | Pole-Position                           | Schnellste Runde                        |
| ------- | ------------- | --------------------------------------- | --------------------------------------- | --------------------------------------- | ------------------------------------------- | --------------------------------------- | --------------------------------------- | --------------------------------------- |
| 01      | 1966          | Singapur                                | FL                                      | Lee Han Seng (Lotus-Ford)               | unbekannt                                   | unbekannt                               | unbekannt                               | unbekannt                               |
| 02      | 1967          | Singapur                                | FL                                      | Rodney Seow (Merlyn-Ford)               | unbekannt                                   | unbekannt                               | unbekannt                               | unbekannt                               |
| 03      | 1968          | Singapur                                | FL                                      | Garrie Cooper (Elfin-Ford)              | Jan Bussell (Brabham-Ford)                  | Steve Holland (Lotus-Ford)              | unbekannt                               | unbekannt                               |
| 04      | 1969          | Singapur                                | FL                                      | Graeme Lawrence (McLaren-Ford)          | unbekannt                                   | unbekannt                               | unbekannt                               | unbekannt                               |
| 05      | 1970          | Singapur                                | FL                                      | Graeme Lawrence (Ferrari)               | John MacDonald (Brabham-Ford)               | unbekannt                               | unbekannt                               | unbekannt                               |
| 06      | 1971          | Singapur                                | FL                                      | Graeme Lawrence (Brabham-Ford)          | unbekannt                                   | unbekannt                               | unbekannt                               | unbekannt                               |
| 07      | 1972          | Singapur                                | FL                                      | Max Stewart (Mildren-Waggott)           | unbekannt                                   | unbekannt                               | unbekannt                               | unbekannt                               |
| 08      | 1973          | Singapur                                | FL                                      | Vern Schuppan (March-Hart)              | Graeme Lawrence (Surtees-Hart)              | John MacDonald (Brabham-Ford)           | Graeme Lawrence (Surtees-Hart)          | Leo Geoghegan (Birrana-Hart)            |
|         | 1974 bis 2007 | kein Großer Preis von Singapur          | kein Großer Preis von Singapur          | kein Großer Preis von Singapur          | kein Großer Preis von Singapur              | kein Großer Preis von Singapur          | kein Großer Preis von Singapur          | kein Großer Preis von Singapur          |
|         |               |                                         |                                         |                                         |                                             |                                         |                                         |                                         |
| 9       | 2008          | Singapur                                | F1                                      | Fernando Alonso (Renault)               | Nico Rosberg (Williams-Toyota)              | Lewis Hamilton (McLaren-Mercedes)       | Felipe Massa (Ferrari)                  | Kimi Räikkönen (Ferrari)                |
| 10      | 2009          | Singapur                                | F1                                      | Lewis Hamilton (McLaren-Mercedes)       | Timo Glock (Toyota)                         | Fernando Alonso (Renault)               | Lewis Hamilton (McLaren-Mercedes)       | Fernando Alonso (Renault)               |
| 11      | 2010          | Singapur                                | F1                                      | Fernando Alonso (Ferrari)               | Sebastian Vettel (Red Bull-Renault)         | Mark Webber (Red Bull-Renault)          | Fernando Alonso (Ferrari)               | Fernando Alonso (Ferrari)               |
| 12      | 2011          | Singapur                                | F1                                      | Sebastian Vettel (Red Bull-Renault)     | Jenson Button (McLaren-Mercedes)            | Mark Webber (Red Bull-Renault)          | Sebastian Vettel (Red Bull-Renault)     | Jenson Button (McLaren-Mercedes)        |
| 13      | 2012          | Singapur                                | F1                                      | Sebastian Vettel (Red Bull-Renault)     | Jenson Button (McLaren-Mercedes)            | Fernando Alonso (Ferrari)               | Lewis Hamilton (McLaren-Mercedes)       | Nico Hülkenberg (Force India-Mercedes)  |
| 14      | 2013          | Singapur                                | F1                                      | Sebastian Vettel (Red Bull-Renault)     | Fernando Alonso (Ferrari)                   | Kimi Räikkönen (Lotus-Renault)          | Sebastian Vettel (Red Bull-Renault)     | Sebastian Vettel (Red Bull-Renault)     |
| 15      | 2014          | Singapur                                | F1                                      | Lewis Hamilton (Mercedes)               | Sebastian Vettel (Red Bull-Renault)         | Daniel Ricciardo (Red Bull-Renault)     | Lewis Hamilton (Mercedes)               | Lewis Hamilton (Mercedes)               |
| 16      | 2015          | Singapur                                | F1                                      | Sebastian Vettel (Ferrari)              | Daniel Ricciardo (Red Bull-Renault)         | Kimi Räikkönen (Ferrari)                | Sebastian Vettel (Ferrari)              | Daniel Ricciardo (Red Bull-Renault)     |
| 17      | 2016          | Singapur                                | F1                                      | Nico Rosberg (Mercedes)                 | Daniel Ricciardo (Red Bull-TAG Heuer)       | Lewis Hamilton (Mercedes)               | Nico Rosberg (Mercedes)                 | Daniel Ricciardo (Red Bull-TAG Heuer)   |
| 18      | 2017          | Singapur                                | F1                                      | Lewis Hamilton (Mercedes)               | Daniel Ricciardo (Red Bull-TAG Heuer)       | Valtteri Bottas (Mercedes)              | Sebastian Vettel (Ferrari)              | Lewis Hamilton (Mercedes)               |
| 19      | 2018          | Singapur                                | F1                                      | Lewis Hamilton (Mercedes)               | Max Verstappen (Red Bull-TAG Heuer)         | Sebastian Vettel (Ferrari)              | Lewis Hamilton (Mercedes)               | Kevin Magnussen (Haas-Ferrari)          |
| 20      | 2019          | Singapur                                | F1                                      | Sebastian Vettel (Ferrari)              | Charles Leclerc (Ferrari)                   | Max Verstappen (Red Bull-Honda)         | Charles Leclerc (Ferrari)               | Kevin Magnussen (Haas-Ferrari)          |
|         | 2020          | abgesagt aufgrund der COVID-19-Pandemie | abgesagt aufgrund der COVID-19-Pandemie | abgesagt aufgrund der COVID-19-Pandemie | abgesagt aufgrund der COVID-19-Pandemie     | abgesagt aufgrund der COVID-19-Pandemie | abgesagt aufgrund der COVID-19-Pandemie | abgesagt aufgrund der COVID-19-Pandemie |
| 2021    |               | abgesagt aufgrund der COVID-19-Pandemie | abgesagt aufgrund der COVID-19-Pandemie | abgesagt aufgrund der COVID-19-Pandemie | abgesagt aufgrund der COVID-19-Pandemie     | abgesagt aufgrund der COVID-19-Pandemie | abgesagt aufgrund der COVID-19-Pandemie | abgesagt aufgrund der COVID-19-Pandemie |
| 21      | 2022          | Singapur                                | F1                                      | Sergio Pérez (Red Bull-RBPT)            | Charles Leclerc (Ferrari)                   | Carlos Sainz jr. (Ferrari)              | Charles Leclerc (Ferrari)               | George Russell (Mercedes)               |
| 22      | 2023          | Singapur                                | F1                                      | Carlos Sainz jr. (Ferrari)              | Lando Norris (McLaren-Mercedes)             | Lewis Hamilton (Mercedes)               | Carlos Sainz jr. (Ferrari)              | Lewis Hamilton (Mercedes)               |
| 23      | 2024          | Singapur                                | F1                                      | Lando Norris (McLaren-Mercedes)         | Max Verstappen (Red Bull Racing-Honda RBPT) | Oscar Piastri (McLaren-Mercedes)        | Lando Norris (McLaren-Mercedes)         | Daniel Ricciardo (RB-Honda RBPT)        |

| Legende   | Legende                                                                                              | Legende                                                     |
| Abkürzung | Klasse                                                                                               | Kommentar                                                   |
| --------- | --- | ----------------------------------------------------------- |
| F1        | Formel 1                                                                                             | Formel-1-Weltmeisterschaft ab 1950                          |
| F2        | Formel 2                                                                                             |                                                             |
| FL        | Formula libre                                                                                        | Fahrzeugklasse in der Regel vom Veranstalter ausgeschrieben |
| SW        | Sportwagen                                                                                           |                                                             |
| TW        | Tourenwagen                                                                                          |                                                             |
| GP        | Grand-Prix-Fahrzeuge                                                                                 |                                                             |
|           | ↓ Durchgehende graue Linien zeigen an, wann in der Geschichte auf einem neuen Kurs gefahren wurde. ↓ |                                                             |
|           | |                                                             |
|           | Einträge mit hellrotem Hintergrund waren keine Läufe zur Automobil- bzw. Formel-1-Weltmeisterschaft. |                                                             |
|           | Einträge mit gelbem Hintergrund waren Läufe zur Europameisterschaft.                                 |                                                             |